# Cima Pietra Grande
La Cima Pietra Grande (2.936 m s.l.m., detta anche più semplicemente Pietra Grande) è una montagna delle Dolomiti di Brenta nelle Alpi Retiche meridionali. Si trova in Trentino.
La montagna è collocata nella parte settentrionale delle Dolomiti di Brenta ad est del Campo Carlo Magno e ad ovest del lago di Tovel.